# Xylopholas scrippsorum
Xylopholas scrippsorum is een tweekleppigensoort uit de familie van de Pholadidae. De wetenschappelijke naam van de soort is voor het eerst geldig gepubliceerd in 2009 door Voight.